# Аркадельфія (Арканзас)
Аркадельфія (англ. Arkadelphia) — місто (англ. city) в США, в окрузі Кларк штату Арканзас. Населення — 10 380 осіб (2020).

## Географія
Аркадельфія розташована за координатами 34°7′27″ пн. ш. 93°4′21″ зх. д. / 34.12417° пн. ш. 93.07250° зх. д. (34.124085, -93.072607). За даними Бюро перепису населення США в 2010 році місто мало площу 18,89 км², з яких 18,80 км² — суходіл та 0,09 км² — водойми.

## Демографія
Згідно з переписом 2010 року, у місті мешкало 10 714 осіб у 3735 домогосподарствах у складі 2046 родин. Густота населення становила 567 осіб/км². Було 4158 помешкань (220/км²).
Расовий склад населення:
| - 65,5 % — білих - 30,3 % — чорних або афроамериканців - 0,8 % — азіатів - 0,5 % — корінних американців - 1,3 % — осіб інших рас |

До двох чи більше рас належало 1,6 %. Іспаномовні складали 3,2 % від усіх жителів.
За віковим діапазоном населення розподілялося таким чином: 16,3 % — особи молодші 18 років, 71,2 % — особи у віці 18—64 років, 12,5 % — особи у віці 65 років та старші. Медіана віку мешканця становила 23,6 року. На 100 осіб жіночої статі у місті припадало 86,1 чоловіків; на 100 жінок у віці від 18 років та старших — 83,3 чоловіків також старших 18 років.
Середній дохід на одне домашнє господарство становив 45 867 доларів США (медіана — 28 581), а середній дохід на одну сім'ю — 64 422 долари (медіана — 45 921). Медіана доходів становила 40 319 доларів для чоловіків та 31 429 доларів для жінок. За межею бідності перебувало 33,0 % осіб, у тому числі 40,7 % дітей у віці до 18 років та 14,5 % осіб у віці 65 років та старших.
Цивільне працевлаштоване населення становило 4610 осіб. Основні галузі зайнятості: освіта, охорона здоров'я та соціальна допомога — 36,3 %, мистецтво, розваги та відпочинок — 17,4 %, роздрібна торгівля — 11,8 %, виробництво — 7,6 %.